# Avenida Manhattan (Manhattan)
A Avenida Manhattan (originalmente chamada de Manhattan Avenue) é uma via norte-sul no distrito de Manhattan na cidade de Nova Iorque.
Não incluída no plano original de 1811 dos comissários, a avenida viu seus primeiros edifícios surgirem apenas em 1885, como um grupo de casas geminadas em seu lado ocidental. Estes edifícios foram feitos com tijolo de terracota. O extinto Hospital do Câncer de Nova York, um marco desde 1976 está localizado nas proximidades do Central Park West.